# Sonic Generations
Sonic Generations (ソニック ジェネレーションズ, Sonikku Jenerēshonzu) é um jogo eletrônico de ação e plataforma da série Sonic the Hedgehog, produzido para os consoles PlayStation 3, Xbox 360, Microsoft Windows e Nintendo 3DS pelo estúdio Sonic Team e publicado pela SEGA. Celebra o vigésimo aniversário do jogo original Sonic the Hedgehog e foi lançado na América do Norte em 1 de Novembro de 2011, 4 de Novembro 2011 na Europa e no Japão em 1 de Dezembro de 2011. De acordo com a Sega, Sonic Generations é o jogo com mais pré-vendas da história de Sonic sendo assim o jogo mais antecipado da série. Sonic Generations traz o Sonic Clássico que contém o mesmo visual dos primeiros jogos do console doméstico Mega Drive, e o Sonic Moderno que tem o seu Spin-Dash e o Spin-Attack que são vistos lá em Sonic Adventure em Sonic 4 "em ambos episódios". O jogo tem sete chefes, além de missões especiais com as fases do jogo.

## Jogabilidade

Sonic Clássico explora Green Hill, nível originalmente encontrado em Sonic the Hedgehog.

O jogo apresenta níveis derivados de 20 anos de história do Sonic, espalhando-se por três eras: Clássico, Dreamcast e Moderna, que são jogados tanto com o Sonic Clássico ou o Sonic Moderno. Sonic Clássico são níveis estritamente em 2D, usando movimentos clássico como o Spin Attack e Spin Dash, enquanto os níveis de Sonic Moderno seguem um estilo de semelhante a jogos mais recentes da série, com as versões de console usando o estilo de jogo 2D/3D de Sonic Unleashed e Sonic Colors, com ataques aéreos, Super velocidade Turbo, Pisar, deslizar. derrapar, e o passo rápido. A versão 3DS usará a jogabilidade 2D da série Sonic Rush. Além de clássicos power-ups, como a Invencibilidade e Calçado Speed, certos níveis têm uma única "power-ups", como skates em City Escape e "Wisp Powers" em Planeta Wisp. Cada zona consiste num ato principal para cada Sonic, bem como várias missões secundárias, com vários desafios, como derrotar um oponente no fim. Semelhante ao Sonic Colors, cada nível principal contém vários anéis Estrela Vermelha que desbloquear vários conteúdos. Ao contrário das versões de console, a versão 3DS contará com estágios especiais (baseado em Sonic Heroes) um multiplayer e modo versus, e a maioria das etapas incluídas serão diferentes daqueles da versão para consola. A equipe de desenvolvimento está também a considerar a inclusão de etapas anteriores de títulos do Sonic portáteis na versão 3DS. Existem também diversas missões que podem ser desbloqueados via StreetPass, ou usando moedas Play. Uma Skill Shop (Loja de Pericias) permite aos jogadores usar os pontos ganhos a partir de altas pontuações para desbloquear upgrades tais como habilidades, escudos, e até mesmo o jogo Sonic original de 1991 da Mega Drive.

## Sinopse
Enquanto Sonic celebra o seu 20.º aniversário com os amigos, um estranho "buraco de tempo" provocado por uma misteriosa criatura chamada Time Eater aparece, sugando todas as pessoas e espalhando-os ao longo do tempo. Enquanto Sonic procura os seus amigos, ele acaba encontrando a si mesmo alguns anos mais novo, Sonic Clássico. Ambos (Sonic Moderno e Sonic Clássico) decidem colaborar e competir através de sua história a fim de salvar seus amigos e corrigir o fluxo do tempo.

## Divulgação

Conteúdo da Edição de Colecionador de Sonic Generations.

### Edição de Colecionador
Uma Edição de Colecionador foi anunciada para a PlayStation 3 e Xbox 360, que contém o jogo e um manual de edição limitada, a arte da caixa lenticular numa caixa Steelbook, livrete especial contendo imagens nunca antes vistas, um disco com documentário sobre a história do Sonic nunca antes visto, um álbum de música contendo faixas especialmente escolhidas pela Sonic Team, um anel limitado e numerado em ouro, um voucher para download de conteúdo (um Pinball Stage Mini-Game Baseado da Zona Casino Night de Sonic the Hedgehog 2, Tema para PS3/Xbox 360 / Avatar de Super Sonic para Xbox 360), e uma estatueta de clássico e do moderno do Sonic fazendo uma pose em cima de um anel. A Edição de Colecionador só está disponível na Europa e Austrália. Há também edições especiais do jogo contendo o DLC.

### Demos
Uma demonstração jogável de tempo limitado do jogo contendo o nível clássico Green Hill Zone do Sonic foi lançada no Xbox Live e na PlayStation Network entre 23 junho de 2011 e 12 de julho de 2011. A segunda demo para PSN e Xbox Live, que também contém o Sonic Moderno da Green Hill Zone, foi lançada em 18 de outubro e 19 para os membros Xbox Live Gold e a PSN Europeia, respectivamente. A demo foi lançada na PSN norte-americana no dia 25.

## Recepção
Sonic Generations foi bem recebido pela crítica especializada. O site de criticas agregadas, Metacritic, mantém a revisão média em 78% para a versão PlayStation 3 e de 77% para a versão Xbox 360.
IGN deu ao jogo um 8,5 em 10, elogiando o jogo em geral ao nível de design, enquanto não gostou das batalhas de chefes finais que são poucas e ocasionalmente, os controles desajeitados. Também criticaram a história por ser supérflua, embora elogiado por prestar "homenagem aos jogos do Sonic do passado."
GamesRadar atribui uma pontuação de 8/10 e diz que "É o melhor jogo de Sonic desde os dias de glória de Sonic 2 (...) a riqueza das cenas de ação de qualidade recolhidas a partir das últimas duas décadas fazem a esmagadora maioria de Sonic Generations uma explosão absoluta.
Jim Sterling da Destructoid deu-lhe um 8 em 10, observando que "Se a Sonic Team conseguir continuar assim, então Sonic vai estar definitivamente de volta no topo."
A Eurogamer Portugal com uma nota de 8/10 (X360/PS3) refere que: "Sonic Generations é o que de melhor se fez na serie em anos. Os imensos jogos até então feitos, parecem tentativas, formulas, experiências que se juntam neste último jogo."
No site português MyGames, Daniel Silvestre atribui uma nota de "Muito Bom" onde para além de elogiar a componente gráfica e sonora refere que: "Sonic Generations é o jogo pelo qual os fãs antigos de Sonic esperavam. Mesmo que não seja um jogo perfeito e muito longo, é claramente uma aventura que vai agradar aos veteranos e novatos. Há muito tempo que não me lembro de ver um Sonic tão seguro de si e com tanta vontade de agradar aos jogadores (...) Agora sim podemos dizer, que o Sonic está de volta em grande.".
1UP deu ao jogo uma pontuação "B", escrevendo que "Generations é um empréstimo liberal da escola Nintendo de design e se destaca como um das mais inteligentes decisões da Sega em anos," seus "desafios apresentam uma quantidade surpreendente de variantes" e concluindo que "tem uma real ordem de impressionante e divertidos níveis de se jogar, cheios de pedaços interessante que no conjunto que extraem do passado de Sonic." Suas queixas só foram que muitos níveis continham muitos "em-carris" ou sequências de piloto automático "que pode ser frustrante e, muitas vezes dissonantes quando o controle é subitamente empurrada de volta para suas mãos" e que os sinais de alerta que preparam o jogador para armadilhas são "fácil de se perder."
O site Joystiq (3/5) refere que: "Em comparação com Colors, Generations é fraco, acima do esforço médio. Mesmo tomado como serviço de fãs, a qualidade oscilante do jogo, a aparente falta de criatividade e de enchimento parece que está parado até o aniversário do próximo ano, e o jogo do próximo ano."